# Stunde Null
L'espressione Stunde Null («ora zero»), mutuata dal gergo militare, designa in tedesco la data dell'8 maggio 1945 e, più in generale, il periodo dell'immediato dopoguerra in Germania e Austria. Si riferisce alla resa incondizionata della Wehrmacht (avvenuta in quella data) e al crollo del Terzo Reich, che offrirono ai due paesi l'opportunità di ripartire da zero.

## Concetto
L'espressione Stunde Null deriva dal linguaggio della pianificazione organizzativa, tipico delle forze armate. Designa in genere il momento decisivo in cui inizia a svolgersi una nuova catena d'eventi. Ad esempio, un ordine di manovra potrebbe così suonare: Abmarsch 04:15. Erreichen des Punktes P in null plus 3 Stunden («Partenza 04:15. Raggiungere il punto P a ore zero più 3»). Si parlò per la prima volta di «ora zero» per il dopoguerra tedesco in riferimento alla storia della letteratura, ma non è possibile stabilire quando.

## Controversia

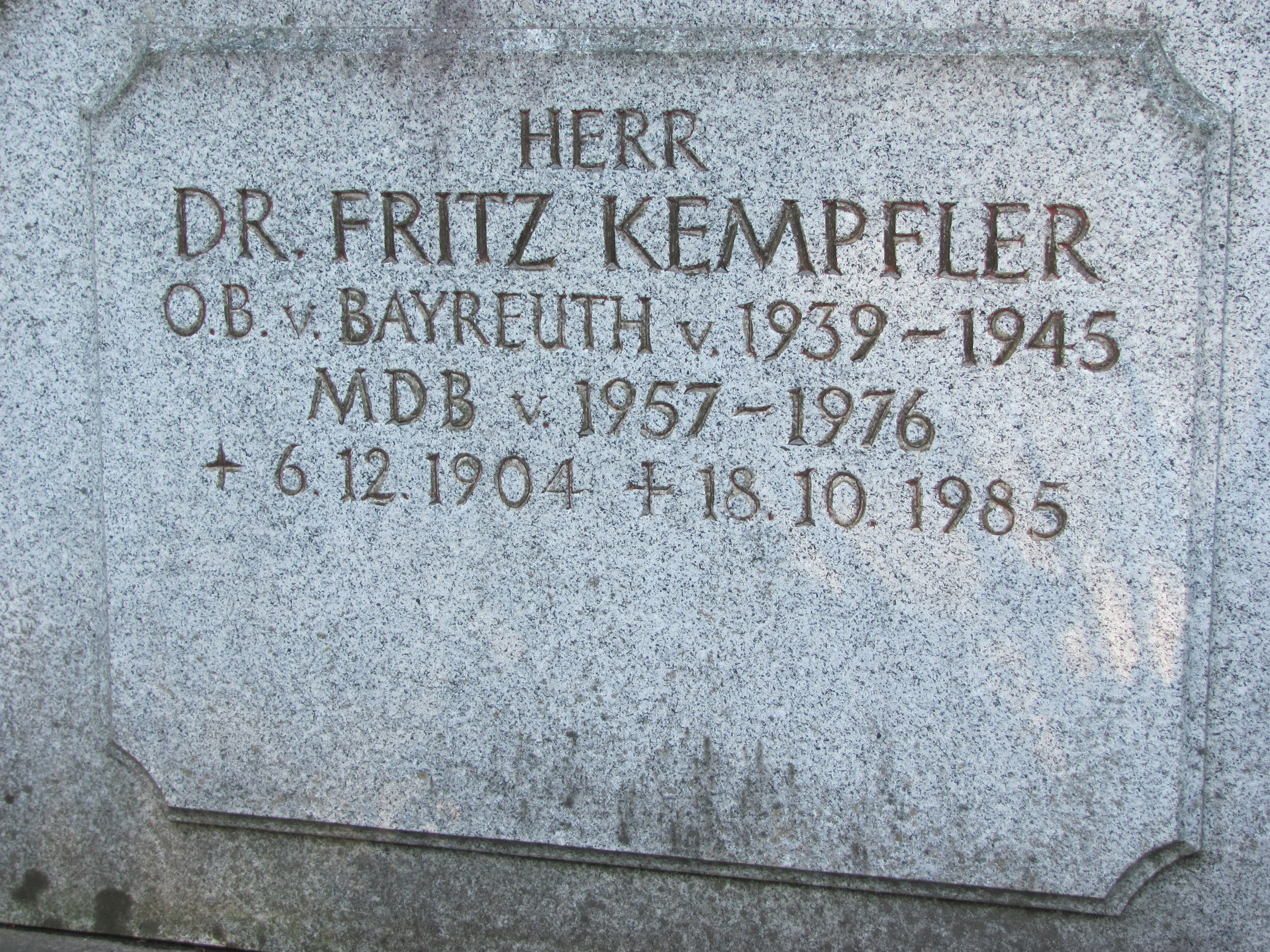
Un esempio di continuità prima e dopo dell'«ora zero»: la tomba del gerarca nazista Fritz Kempfler. L'iscrizione recita: «Sindaco di Bayreuth 1939-1945. Membro del Bundestag 1957-1976».

Lo slogan Stunde Null sottintendeva che lo smembramento della Germania nazista aveva recato con sé un sovvertimento pieno e radicale della società tedesca, al punto d'escludere qualsiasi continuità tra la nuova repubblica federale e il suo precedente immediato. Dal 1945, con la perdita dell'autodeterminazione del popolo sotto l'occupazione militare, la stessa vecchia società tedesca avrebbe cessato d'esistere, e l'insieme dei suoi antichi valori da quel momento si sarebbe inteso respinto. In tal modo si sarebbe affermata una situazione di «tabula rasa», dalla quale «tutto» avrebbe dovuto svilupparsi daccapo. Alcuni studiosi hanno criticato il mancato sfruttamento di quest'opportunità di rinascita negli anni dell'occupazione e nell'era Adenauer: al contrario, sarebbe avvenuta una sorta di restaurazione delle stesse condizioni capitalistiche che avevano condotto al fascismo, ovvero di un «Cristianesimo bigotto» tipico della prima metà del secolo.
La tesi è stata ampiamente contestata. Nel discorso dell'8 maggio 1985, il presidente federale Richard von Weizsäcker affermò non essere esistita una vera e propria «ora zero», ma solo un «nuovo inizio». La mentalità della società tedesca sarebbe cambiata lentamente e in senso solo parzialmente innovativo. Come sottolinea lo storico della cultura Bernd Hüppauf, neppure nella storia letteraria vi fu un'«ora zero». Molti scrittori tedeschi indicarono infatti la presunta novità radicale della loro scrittura nella cosiddetta Trümmerliteratur del dopoguerra, ma anche in questa le somiglianze con gli anni appena trascorsi prevalevano sulle differenze. In luogo della radicale espressione Stunde Null si dovrebbero dunque piuttosto distinguere continuità e cambiamenti.
Si potrebbero semmai individuare diverse e comunque non generali «ore zero» della Germania del dopoguerra. Le famiglie (ad es. con il ritrovarsi di genitori e figli in condizioni di vita completamente nuove), le imprese (ad es. con la ripresa della «produzione di pace»), le forme dell'arte dei nuovi artisti emergenti (con la riabilitazione delle tendenze marchiate dai nazisti come arte degenerata; vedasi la prima documenta), le istituzioni (ad es. il servizio di ricerca delle persone disperse della Croce Rossa tedesca) e i partiti (qui ad es. la CDU e la CSU come movimenti di coalizione cattolico-evangelica) possono ciascuna aver vissuto la propria «ora zero». Fu soprattutto la riforma monetaria del 20 giugno 1948 a essere vista da molti tedeschi come una cesura netta, e ad apparire punto di vista storico-sociale anche come il punto d'emersione di una «società del ceto medio livellato».
Hans Braun, Uta Gerhardt e Everhard Holtmann descrivono nella loro antologia il periodo quadriennale dell'occupazione della Germania Ovest come una «lunga ora zero» nella quale si sarebbe affermata, in particolare sotto il comando del governo militare statunitense, la trasformazione della società tedesca da nazionalsocialista a democratica.

## Berlino
Quando le forze sovietiche (le prime ad arrivare in città) arrivarono a Berlino, constatarono come la città era stata completamente distrutta dai bombardamenti aerei e dalla guerriglia urbana. La città fu descritta come una Geisterstadt ("città fantasma").

### Gravità dei danni
- 48,000 dei 245,000 edifici della città erano stati distrutti;
- 1/3 di tutti gli appartamenti privati era totalmente distrutto;
- Il 23% della capacità industriale della città era stato annientato, ed il resto fu smantellato dai sovietici per essere trasportato altrove;
- C'erano 75 milioni di macerie, che equivalevano ad 1/7 di tutte le macere in Germania[i 75 milioni sono metri cubi? ];
- Tutte le reti di distribuzione di elettricità, gas ed acqua erano state distrutte, tanto che ai cittadini berlinesi era proibito lavarsi integramente.
- Le reti di trasporto erano malamente distrutte
  - Le stazioni della metropolitana erano state allegate, e più di 90 stazioni erano state bombardate.
  - I primi autobus ritornarono in servizio solo il 19 maggio.
- 78,000 morti:
  - 50.000 vittime dei bombardamenti
  - 977 suicidi.
- Altre 4000 persone quotidianamente nell'agosto di quell'anno, a causa di epidemie di colera e difterite.
- La popolazione subì una contrazione e la demografia fu significativamente alterata
  - Berlino contava 4,3 milioni di abitanti prima della guerra, nel periodo postbelico solo 2,8.
  - 1/4 della popolazione era ultrasessantenne.
  - 1 su 10 aveva meno di 30 anni
  - Vi erano 16 donne ogni 10 uomini.

### Das Aufräumen("Il risanamento")
Il compito di ripulire la città ricadde sui sovietici, essendo stati i primi ad entrare nella città (gli Alleati vi arrivarono solo il 4 luglio). Secondo le loro stime, le operazioni di bonifica avrebbero impiegato 12 anni. 
Il 29 maggio, tutte le donne di età compresa fra i 15 e i 65 anni furono arruolate come Trümmerfrauen (donne delle macerie). In tutto, 60,000 donne lavorarono per ricostruire Berlino.

### Razioni e carestia
Il più grosso problema che i berlinesi dovevano affrontare era la minaccia di una carestia. La tessere di razionamento usate dai tedeschi al tempo della guerra non erano più valide, e tutte le rimanenti razioni o erano usate per sfamare i soldati sovietici, oppure erano rubate da tedeschi affamati.
Il 15 maggio, i sovietici introdussero un nuovo sistema di razionamento con delle tessere a cinque livelli. Il livello più alto era riservato agli intellettuali ed agli artisti. Le donne impegnate nelle operazioni di pulizia e gli Schwerarbeiter (manovali) ricevevano una tessera di secondo livello, considerata più preziosa degli stessi 12 marchi che ricevevano durante il proprio lavoro. La carta di livello più bassa, soprannominata Friedhofskarte (il biglietto per il cimitero) era rilasciato alle casalinghe ed agli anziani. 
Durante questo periodo il peso medio di un berlinese scese tra i 6 ed i 9 chili. 

#### Fonti alternative di cibo
A causa delle scarsa quantità di viveri ottenibile tramite le razioni, il mercato nero prosperò, e migliaia di cittadini commerciavano in questo mercato ogni giorno. Il pagamento avveniva o tramite sigarette o tramite baratto. Durante quel periodo ci furono anche voci di casi di cannibalismo e di commercio di carne umana.
La situazione era talmente drammatica che due nuove parole entrarono nel vocabolario tedesco durante il 1945.
Hamstern
Letteralmente "fare il criceto". Era una parola che indicava il viaggiare in campagna per scambiare possedimenti in cambio di cibo. Qualsiasi cosa, dagli orologi, ai gioielli, alle coperte e ai tappeti erano scambiati per piccole quantità di cibo.
Fringsen
Significa "rubare per sopravvivere". Questa parola è etimologicamente basata sul cognome del Cardinale Josef Frings, una figura di rilievo all'interno della Chiesa cattolica di Colonia, che (secondo una lunga tradizione cattolica) era famoso per dare la propria benedizione a coloro che rubavano per sfamare la propria famiglia.

#### Der Elendswinter("L'inverno miserabile", 1945–46)
L'inverno del 1945-46 fu uno dei più freddi a memoria d'uomo. Le temperature crollarono sino a -30° e non vi era alcuna protezione dal freddo pungente nelle case bombardate. Circa 40.000 persone soffrirono di ipotermia e 1000 morirono a causa di ciò. Il Magistrat di Berlino, l'autorità municipale dell'epoca, creò delle Wärmeräume ufficiali (stanze calde) per le persone che volevano riscaldarsi.